# Аккурти фон Кенигсфельс, Вильгельм Михайлович
Барон Вильгельм (Василий) Михайлович Аккурти фон Кенигсфельс (1850 — 1923) — управляющий делами Канцелярии по принятию прошений в 1900—1910 годах, сенатор.

## Биография
Происходил из австрийского баронского рода Аккурти-фон-Кенигсфельс.
В 1872 году окончил Императорское училище правоведения с чином X класса, после чего начал службу по ведомству Министерства юстиции кандидатом на судебные должности при прокуроре Новгородского окружного суда.
8 марта 1873 года причислился к Департаменту Министерства юстиции и был командирован для занятий в Гражданское отделение департамента. Вскоре был назначен помощником секретаря 5-го департамента Правительствующего Сената. В 1875 году был назначен членом Виленской соединенной палаты уголовного и гражданского суда.
В 1879 году был назначен старшим помощником производителя дел Канцелярии статс-секретаря у принятия прошений, где работал в экспедиции, рассматривавшей всеподданнейшие жалобы на определения Правительствующего Сената. Последовательно занимал должности делопроизводителя, а затем старшего чиновника Канцелярии Его Императорского Величества по принятию прошений. В 1900—1910 годах занимал пост управляющего делами означенной канцелярии, причем неоднократно исполнял обязанности товарища главноуправляющего. 6 апреля 1903 года произведен в тайные советники. Под его руководством был составлен исторический очерк учреждения по принятию и направлению прошений и жалоб, приносимых на Высочайшее имя, изданный ко дню столетнего юбилея канцелярии.
1 января 1910 года назначен сенатором, присутствующим в департаменте герольдии. Скончался в 1923 году.

## Семья
Был женат на Любови Андреевне Фрейганг, дочери вице-адмирала А. В. Фрейганга. Их сыновья: Михаил (1876), Андрей (1879) и Лев (1881—1919).

## Награды
- Орден Святого Станислава 1-й ст. (1897)
- Орден Святой Анны 1-й ст. (1901)
- Орден Святого Владимира 2-й ст. (1905)
- Орден Белого Орла (1907)
- Орден Святого Александра Невского (1914)

- знак отличия беспорочной службы за XL лет